# كيمبرلي شيتل
كيمبرلي أ. تشيتل (بالإنجليزية: Kimberly A. Cheatle)‏ (من مواليد 1970/1971 (العمر 53–54)  ) هي ضابطة إنفاذ قانون أمريكية شغلت منصب المدير السابع والعشرين لجهاز الخدمة السرية للولايات المتحدة من عام 2022 حتى عام 2024. بعد خدمتها في جهاز الخدمة السرية من عام 1995 إلى عام 2019، عملت كمديرة أولى للأمن العالمي في شركة بيبسيكو من عام 2019 إلى عام 2022. تم تعيينها مديرة لجهاز الخدمة السرية من قبل الرئيس جو بايدن، وتولت منصبها في 17 سبتمبر 2022، لتصبح ثاني امرأة تتولى هذا المنصب.
في أعقاب محاولة اغتيال دونالد ترامب في تجمع انتخابي في 13 يوليو 2024، تعرضت الخدمة السرية لانتقادات واسعة النطاق بسبب الثغرات الأمنية. في 22 يوليو، أدلت شيتل بشهادتها أمام لجنة الرقابة والمساءلة بمجلس النواب الأمريكي، حيث واجهت دعوات من الحزبين تطالبها بالاستقالة. استقالت في 23 يوليو وخلفها القائم بأعمال المدير رونالد إل. رو جونيور.

## حياتها المبكرة والتعليم
وُلِد تشيتل في هينسديل، إلينوي، ونشأ في دانفيل، إلينوي. أكملت دراستها الجامعية في جامعة شرق إلينوي [الإنجليزية] بتخصص علم الاجتماع مع التركيز على العدالة الجنائية.

## الحياة المهنية
انضمت تشيتل إلى جهاز الخدمة السرية للولايات المتحدة عام 1995. شاركت في إجلاء نائب رئيس الولايات المتحدة ديك تشيني خلال هجمات 11 سبتمبر وعملت في فرقة الحماية التابعة لجو بايدن أثناء إدارة أوباما، عندما تم تعيينها في قسم الحماية التابع لنائب الرئيس. وفي عامي 2017 و2018، شغلت منصب نائب مساعد المدير. لقد خدمت[متى؟] كعميل خاص مسؤول في مكتب جراند رابيدز، ميشيغان. لقد أصبحت[متى؟] أول امرأة تشغل منصب مساعدة مدير العمليات الوقائية، وهي وحدة مكلفة بحماية رئيس الولايات المتحدة وكبار الشخصيات. من 2019 إلى 2022، شغل تشيتل منصب المدير الأول للأمن العالمي في شركة بيبسيكو.
عام 2021 منحها الرئيس الامريكي جو بايدن جائزة الرتبة الرئاسية [الإنجليزية] لأدائها الاستثنائي. وفي أغسطس 2022، أعلن الرئيس بايدن تعيين تشيتل كمديره لجهاز الخدمة السرية للولايات المتحدة، وتولت المنصب في 17 سبتمبر 2022،  حيث كانت ثاني امرأة تتولى هذا المنصب. تولت تشيتل قيادة جهاز الخدمة السرية بعد "شهرين مضطربين واجهت فيهما الوكالة المعروفة بحماية الرؤساء جدلاً يتعلق بالهجوم على مبنى الكابيتول الأمريكي في 6 يناير 2021".
عام 2023 أخبرت تشيتل سي بي إس نيوز أن الوكالة بحاجة إلى "جذب مرشحين متنوعين وإتاحة الفرص للجميع في القوى العاملة، وخاصة النساء"، موضحة هدفها بأنه بحلول عام 2030، سيكون ثلاثون بالمائة من المجندين من الإناث.
في أبريل 2024، بعد أن هاجمت عميلة في فريق نائبة الرئيس كامالا هاريس ضابطها الأعلى ووكلاء آخرين، طلب رئيس لجنة الرقابة والمساءلة في مجلس النواب الأمريكي جيمس كومر إحاطة مع تشيتل لمعالجة القضايا المتعلقة بالتوظيف والتدريب والعمليات التأديبية. قللت الخدمة السرية من أهمية التقارير التي تحدثت عن عريضة متداولة داخل الوكالة تزعم وجود ثغرات أمنية ناجمة عن هذه العمليات. أصبحت تصريحات تشيتل السابقة فيما يتعلق بالتنوع والمساواة والإدماج هدفًا متكررًا للنقد من قبل المعلقين بعد محاولة اغتيال دونالد ترامب. وصفت الخدمة السرية الانتقادات الموجهة إلى العميلات بأنها " معادية للنساء" وأكدت اعتقادها بأن التنوع في التوظيف "يساعد، وليس يضر، بفعالية فرق الحماية التابعة لها".

### محاولة اغتيال دونالد ترامب
في 13 يوليو 2024، أثناء محاولة اغتيال دونالد ترامب في بتلر، بنسلفانيا، كان تشيتل في ميلووكي، ويسكونسن، حيث كان من المقرر أن تبدأ المؤتمر الوطني الجمهوري لعام 2024 في غضون يومين. في أعقاب حادثة إطلاق النار وانتقادات قيادتها، أقرت شيتل بفشل جهاز الخدمة السرية، واصفة إياه بأنه "غير مقبول". ومع ذلك، صرّحت شيتل ل إيه بي سي نيوز بأنها لن تستقيل من منصبها، ودافعت عن نفسها قائلةً إن جهات إنفاذ القانون المحلية كانت مسؤولة عن تأمين المبنى الذي شنّ منه مطلق النار هجومه.
في 20 يوليو 2024، دعا عضو الكونجرس بريندان بويل (ديمقراطي من ولاية بنسلفانيا) تشيتل إلى الاستقالة في أعقاب محاولة اغتيال ترامب، مما جعله أول ديمقراطي في الكونجرس يفعل ذلك. وفي وقت سابق، دعا رئيس مجلس النواب مايك جونسون تشيتل إلى الاستقالة، كما دعا زعيم الأقلية في مجلس الشيوخ ميتش ماكونيل إلى تشكيل قيادة جديدة للوكالة في نفس اليوم.
في 22 يوليو 2024، أدلت تشيتل بشهادته أمام لجنة الرقابة والمساءلة بمجلس النواب الأمريكي بشأن محاولة الاغتيال. خلال جلسة الاستماع، اعترفت بأن ما حدث كان "الفشل العملياتي الأكثر أهمية في جهاز الخدمة السرية منذ عقود" وواجهت جوقة من المشرعين من الحزبين يطالبونها بالاستقالة. وقد أدان أعضاء مجلس النواب من كلا الحزبين شهادتها لكونها مراوغة وغير مفيدة. في مرحلة ما، كانت إجابة شيتل على سؤال مارغوري تايلور جرين غير مفيدة لدرجة أن أعضاء الجمهور في قاعة الاستماع ضحكوا عليها. ومع ذلك، فقد تعهدت بعدم الاستقالة. كما رفض تشيتل الإجابة على أسئلة حول ما إذا كانت الخدمة السرية قد رفضت طلبات للحصول على موارد إضافية لتفاصيل أمن دونالد ترامب في العامين اللذين سبقا محاولة الاغتيال؛ وفي الأسبوع السابق، نفى متحدث باسم الوكالة رفض أي طلبات من هذا القبيل.

## الاستقالة
استقالت تشيتل من منصبها كمديرة لجهاز الخدمة السرية في 23 يوليو 2024. بسبب تلقيها تهديدات مستمرة، تم تعيين فريق أمني خاص بها.

## روابط خارجية
- مرات الظهور على سي-سبان

قالب:مدير جهاز الخدمة السرية للولايات المتحدة